# Hotel Europa (Salzburg)
Koordinaten: 47° 48′ 43,9″ N, 13° 2′ 37,7″ O
Das Hotel Europa ist ein Hotel für Städte- und Geschäftsreisen in einem 56 Meter hohen Hotelturm mit 15 Stockwerken im Salzburger Stadtteil Elisabeth-Vorstadt nahe dem Salzburger Hauptbahnhof. Der Bau wurde als Ersatz für das im Zweiten Weltkrieg schwer beschädigte Grand Hotel de l’Europe errichtet
Das Hotel gehört zur Hotelkette Verkehrsbüro Hotellerie GmbH aus Wien.

## Geschichte
Das Gebäude wurde im Jahr 1957 fertiggestellt. Das Hotel war das erste Hochhaus in Salzburg und überragt auch heute noch die Bauten in der Umgebung. Im Lauf der Zeit kam es vermehrt zu Diskussionen um das in die Jahre gekommene und sanierungsbedürftige Gebäude, das von manchen als „Schandfleck für Salzburg“ bezeichnet wurde. Der Gemeinderatsbeschluss über einen Abriss des Gebäudes aus dem Jahr 1995 wurde jedoch nicht umgesetzt. Im Jahr 1999 wurde das Gebäude generalsaniert und mit einer vereinfachten Fassade, einem verglasten Panoramalift und einer veränderten Fensteranordnung versehen.

## Ausstattung
Das Vier-Sterne-Hotel verfügt über 103 Zimmer. Im Erdgeschoß gibt es ein Café mit Bar und im 15. Stock befindet sich ein Panoramarestaurant. Für Veranstaltungen gibt es drei Veranstaltungsräume auf einer eigenen Etage.